# Paperback
En paperback, undertiden også betegnet billigbog, billigudgave, pocketbog, softback eller softcover, er en bog, der i modsætning til en hardback er limet i ryggen og har en 'blød' forside, typisk af karton. Ofte udkommer bøger, der ikke forventes at være en bestseller som paperback i første omgang, ligesom nye udgaver eller genoptryk af tidligere udgivelser ofte udkommer som paperback. Stort set alle forlag udgiver paperbacks, og der findes endda forlag, hvis bøger alle er paperbacks.
Produktionsformen er indrettet efter et større oplag, lavere royalties til forfatteren og lavere trykudgifter som følge af, at bogen ikke som hardbacken er indbundet. Sommetider er paperbacks desuden trykt på papir af ringere kvalitet end hardbacks.
Paperbacken blev lanceret af Bernhard Tauchnitz i Tyskland i 1841. Han udsendte en række engelske og amerikanske bøger på originalsproget til det europæiske marked. Penguin Books-serien kom i 1935. Herhjemme fik vi bl.a. Gyldendals Tranebøger, der kom på markedet første gang 1959. I 2007 lancerede en række forlag det fælles selskab Superpocket, der udgiver såkaldte pocketbøger; paperbacks i mindre format end det normale.